# Xangongo
Xangongo – miasto w Angoli, w prowincji Cunene.